# نیکو اکهاوت
نیکو اکهاوت (انگلیسی: Niko Eeckhout؛ زادهٔ ۱۶ دسامبر ۱۹۷۰) دوچرخه‌سوار اهل بلژیک است.
از باشگاه‌هایی که در آن بازی کرده‌است می‌توان به تیم لوتو–سودال، و تیم لوتو–سودال، و اسپورت فلاندر-بالوزه اشاره کرد.